# Ночи на вилле
«Но́чи на ви́лле» — незавершённое произведение Н. В. Гоголя, которое датируют 1839 годом. Отрывок представляет собой набросок автобиографического произведения о дружбе с графом Иосифом Михайловичем Виельгорским, умершим от туберкулёза лёгких в июне 1839 года.
Автограф из собрания Ефремова (куда поступил от Погодина) — на двух листках желтовато-белой почтовой бумаги без знаков, чётким почерком. Впервые опубликован в первом томе «Записок о жизни Гоголя».
Поскольку чувство, испытываемое автором к угасающему юноше, балансирует на грани любви и дружбы, некоторые биографы Гоголя пытаются использовать «Ночи на вилле» как аргумент в пользу гомосексуальности писателя. Данный отрывок можно встретить в сборниках гомоэротических текстов классической русской литературы.